# 陇菜
陇菜，又称甘肃菜，即甘肃省的传统菜系，风味以兰州为代表。本地饮食深受附近回族、藏族等风俗的影响，主食多为面食，肉类以牛、羊肉为主。着重于鲜辣口味，常见烹调手段为烤、煮或炖。风格比较朴实，少配料而多香料。

## 代表菜品

### 面食
兰州牛肉面、饸饹面、浆水面、敦煌驴肉黄面、河沿面片、臊子面、拉条子、搓鱼子、窝窝面、油泼面、炸酱面、干拌面、肘子行面、洋芋面、青稞面、黑面、凉面、碱面、炒面、牛羊肉烩面

### 馍
烤馍、蒸馍、烙馍

### 酿皮
高担酿皮、武威酿皮、天水酿皮、安家酿皮

### 羊肉
羊羔肉、手抓肉、炒羊肉、黄焖羊肉、红焖羊肉、粉蒸羊肉、炒羊杂、炒羊肚、羊肉汤、羊杂汤、羊肉粉汤、羊肉合汁、烤全羊、烤羊头、烤羊排、烤羊腿、烤羊蹄、烤肉串、烤羊腰

### 牛肉
爆炒牛犊肉

### 小吃
灰豆、热冬果、蜜汁百合